# Koprivnica (Croàcia)
Koprivnica [ˈkɔpriʋnitsa] (alemany: Kopreinitz, hongarès: Kapronca) és la capital i ciutat més gran del comtat de Koprivnica-Križevci, a Croàcia. Està ubicada a 70 km al nord-est de Zagreb i és propera a la frontera d'Hongria.
El 2011, l'àrea administrativa de la ciutat de 90,94 km² tenia una població total de 30.854 habitants, i 23.955 en la ciutat pròpiament dita.

## Assentaments
La llista d'assentaments en el municipi de Koprivnica és la següent:
- Bakovčica: 321 habitants
- Draganovec: 506 habitants
- Herešin: 728 habitants
- Jagnjedovec: 344 habitants
- Koprivnica: 23.955 habitants
- Kunovec Breg: 641 habitants
- Reka: 1.507 habitants
- Starigrad: 2.386 habitants
- Štaglinec: 466 habitants

## Geografia
Koprivnica es troba en una ubicació estratègica: Als vessants de les muntanyes Bilogora i Kalnik al sud i del riu Drava al nord. La seva posició li va permetre desenvolupar nombrosos serveis per l'àrea, com el comerç, l'artesania i l'administració.
Koprivnica va rebre el seu nom del riu del seu mateix nom, que es menciona per primera vegada a principis del segle xiii, durant el Regne d'Hongria.

## Història
Koprivnica és mencionat per primera vegada el 1272, en un document del príncep Ladislau IV. El 1292, els franciscans van arribar a la ciutat per invitació de Ban Henrik Gisingovac i van construir un monestir i l'església parroquial de la santíssima Verge Maria.
El 1356, Koprivnica és declarada ciutat real i lliure pel rei Lluís I d'Hongria.
A mitjans del segle xvi, durant les guerres amb l'Imperi otomà, Koprivnica és inclosa en el sistema de fortificacions de la frontera militar d'Eslavònia. Això fa retrocedir a la ciutat, però després del decret de Maria theresia de 1765 va recuperar la vida com una petita i pacífica ciutat de comerciants.
La seva posició entre la frontera de l'imperi Hasburgo i l'Imperi Otomà influeix amb canvis econòmics, socials i demogràfics, així com en la vida quotidiana. En la segona meitat del segle xvii, Koprivnica es trobava entre les ciutats reals més desenvolupades del regne croat-eslau i el seu creixement econòmic es va basar inicialment en una forta activitat comercial.
L'activitat econòmica va traslladar-se fora de les fortificacions de la ciutat i això va donar com a resultat grans places barroques (Plaça Zrinski i Jelačić).
A finals del segle xvii, a la ciutat hi havia tres gremis d'artesans, un mixt de ferrers, serrallers, espasers, guarnicioners i orfebres, així com gremis de sabaters i carnissers, que abastien als militars de la fortalesa i la població civil de la ciutat i els seus voltants.
El segle xix, els antics habitatges renaixentistes i barrocs i els edificis associats al comerç van ser substituïts per l'arquitectura ja històrica i el nou nucli urbà va adquirir la seva fisonomia actual.
El 1863 es va construir la part principal del futur parc de la ciutat, es va eliminar l'antiga fortificació i es va construir la línia fèrria Budapest - Žakanje - Koprivnica - Zagreb. Les connexions ferroviàries van permetre el desenvolupament de l'indústria i van establir encara més a Koprivnica com un centre líder de la regió.
A finals del segle xix i principis del XX, Koprivnica era la capital del districte en el contat de Bjelovar-Križevci, en el regne de Croàcia-Eslavònia. El primer camp de concentració i extermini establert a Croàcia durant la Segona Guerra Mundial va ser el camp de concentració de Danica, a Koprivnica.
Durant l'epoca de l'alcalde Josip Vargović (1906 - 1913), el procés d'industrialització va començar a Koprivnica, amb la construcció d'una fàbrica de productes químics anomenada Danica dd.
Durant la segona meitat de segle, aquest paper en el creixement i desenvolupament de la ciutat va ser assumit per Podravka dd, una industria de processament de fruita i verdura.
Després de dues guerres mundials i règims estatals, Croàcia va buscar el seu lloc entre els estats democràtics d'Europa. El 1991, en un referèndum als ciutadans, el 96% dels votants de Koprivnica van estar a favor de què Croàcia fos un estat sobirà.

## Llocs d'interès
- Museu de la ciutat de Koprivnica: S'hi poden trobar diferents col·leccions arqueològiques, etnogràfiques i artístiques de la ciutat.[3]
- Podravka Nutrition Museum: Inaugurat el 1892 per iniciativa de l'empresa alimentària Podravka dd amb l'objectiu de promoure la consciència pública sobre el procés industrial dels aliments, tants en termes d'equips tècnics com en producció de matèries primeres per a la indústria alimentària. Està ubicat on l'antic escorxador de la ciutat, que és l'exemple més antic d'arquitectura industrial de Koprivnica i els seus voltants.[4]
- Parc Gradski Koprivnica: Es va construir a mitjans del segle xix, després de l'enderroc de les muralles que rodejaven la ciutat. Ara és un oasi de vegetació, flors i ocells, perfecte per caminar i descansar.
- Galeria Mijo Kovačić: El juny de 2018, durant el 50 e aniversari de la galeria d'art naïf a Hlebine, Koprivnica va obrir un nou espai d'exposició on va acollir les obres de Mika Kovačić, un dels pintors croats més importants de l'art naïf.[5]
- Franjevačka crkva: Església franciscana construida entre 1675 i 1685.

## Educació
Koprivnica i Varazdin van participar en l'establiment de la Universitat del Nord, la qual és pública i opera en les dues ciutats des de 2015.

## Esport
Koprivnica és la seu del club de futbol NK Slaven Belupo. Aquest va ser fundat el juny de 1907, sota el nom de Koprivnica Student Football Club.
El primer partir el va jugar l'agost de 1907, contra el HAŠK de Zagreb.
El 20 d'agost de 1912, els membres de la família croata Friedrich van fundar el club esportiu Slaven, el qual va guanyar el campionat provincial croata de 1920. A causa de dificultats financeres i el trasllat dels germans Friedrich a Zagreb, el club va deixar de funcionar. De 1926 a 1930, Koprivnica no va tenir club de futbol. La tradició del club va continuar amb el HŠK Victoria fins a 1926
De 1926 a 1930, Koprivnica no va tenir club de futbol. Des de 1930, HŠK Koprivnica, HŠK Danica i el club esportiu croat de treballadors-empleats Sloga han estat actius.
El 1945, el club Slaven va ser reanomenat com a Societat d'educació física Slaven. De 1953 a 1958, el club es va dir Podravska Sports Club i després Slaven football club.
L'empresa Koprivnica Bilokalnik el 1992 es va convertir en patrocinadora del club i es va canviar el nom a NK Slaven Bilokalnik. El 1994, l'empresa Belupo va ser la patrocinadora i des de llavors, fins a actualment, el club s'anomena NK Slaven Belupo.

## Persones il·lustres
- Ivana Ranilović-Vrdoljak: Cantant de Pop, coneguda pel seu nom artístic Vanna
- Zlata Bartl: Científica creadora de Vegeta (condiment de l'empresa Podravka)
- Ivan Brkić: Futbolista que juga com a porter al Neftçi Peşəkar Futbol Klubu
- Stephanus Brodericus: Va ser un bisbe, diplomàtic, canceller i escriptor
- Žarko Dolinar: Va ser un biòleg i jugador de tenis taula, el qual va guanyar 8 medalles en el campionat mundial
- Ivica "Ivina" Hiršl: Alcaldessa de la ciutat, la qual va ser assassinada durant l'holocaust
- Baltazar Dvorničić Napuly: Va ser un pastor catòlic i advocat
- Ivan Generalić: Pintor naïf
- Ivan Golac: Exfutbolista i entrenador iugoslau
- Slavko Löwy: Arquitecte
- Armin Schreiner: Banquer, activista jueu i membre de la primera francmaçoneria jueva
- Milivoj Solar: Historiador litetari
- Dejan Somoci: Centrecampista de futbol, el qual actualment juga a l'NK Slaven Belupo
- Branko Švarc: Jutge i alcalde de la ciutat

## Ciutats agermanades
- Domžale (Eslovènia)
- Nikšić (Montenegro)
- Grad Kaposvar (Hongria)
- Poreč (Croàcia)
- Arilje (Sèrbia)
- Čapljina (Bòsnia i Hercegovina)
- Heviz (Hongria)[7]

## Galeria

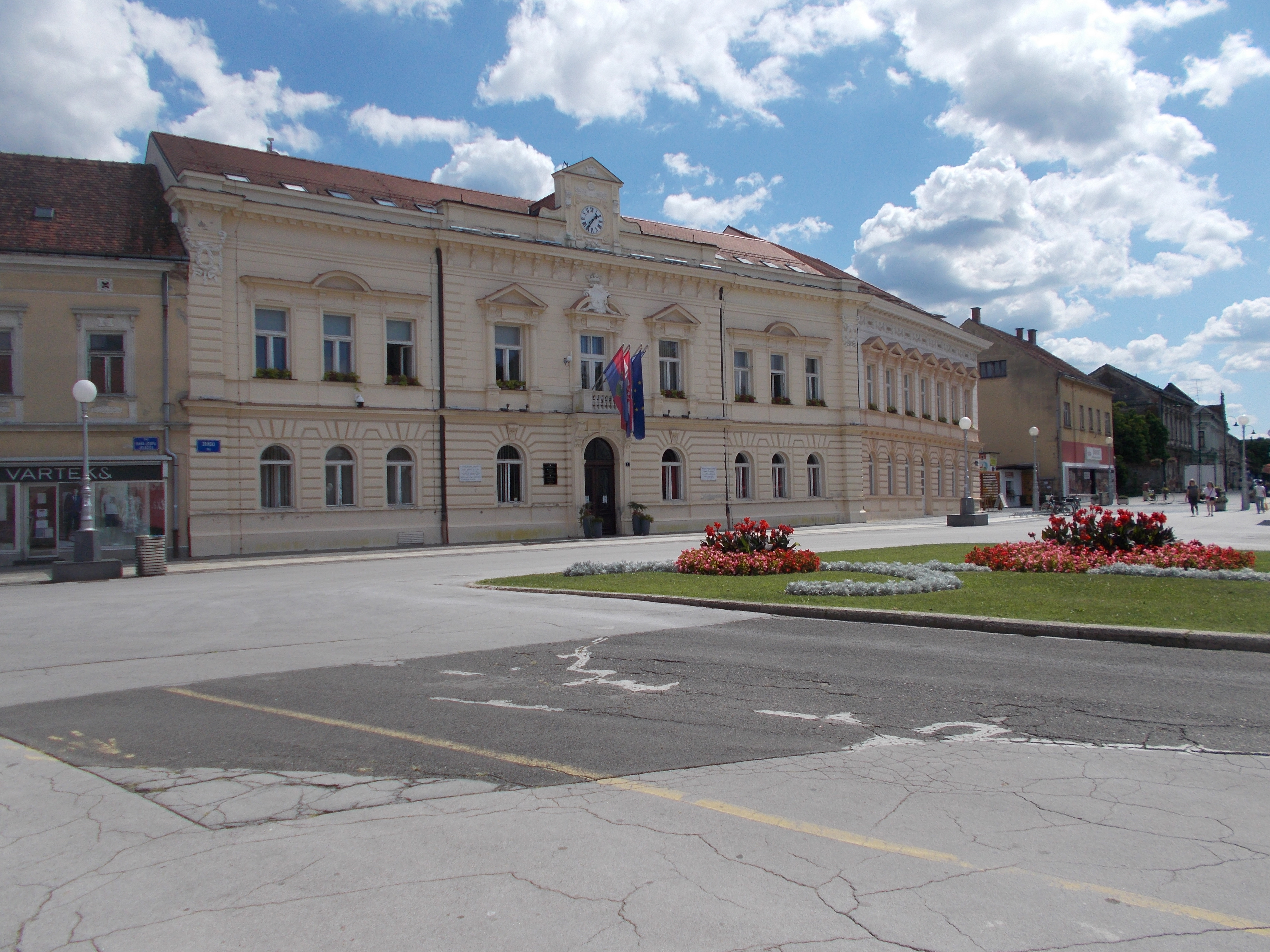
Ajuntament de Koprivnica
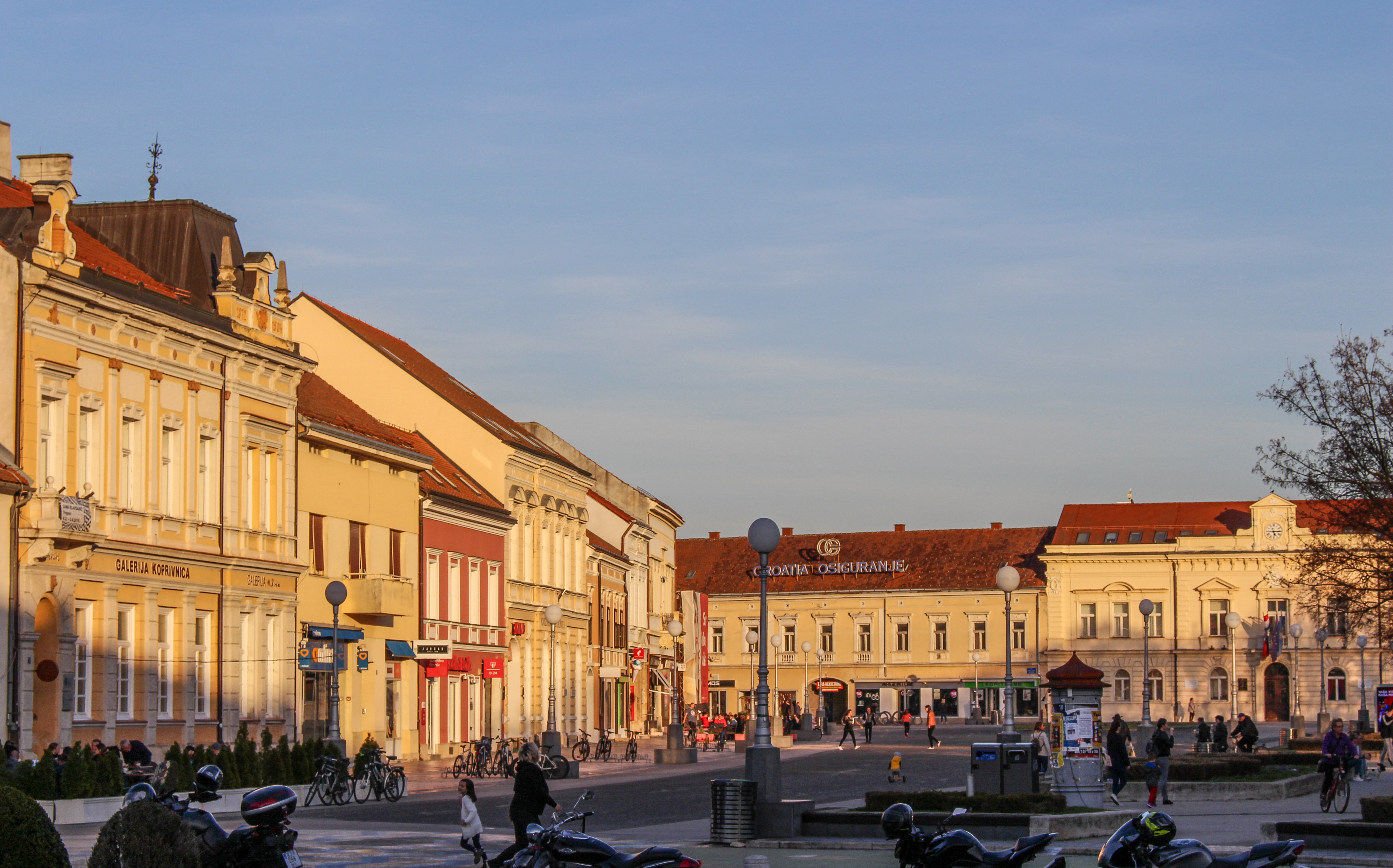
Plaça de Koprivnica
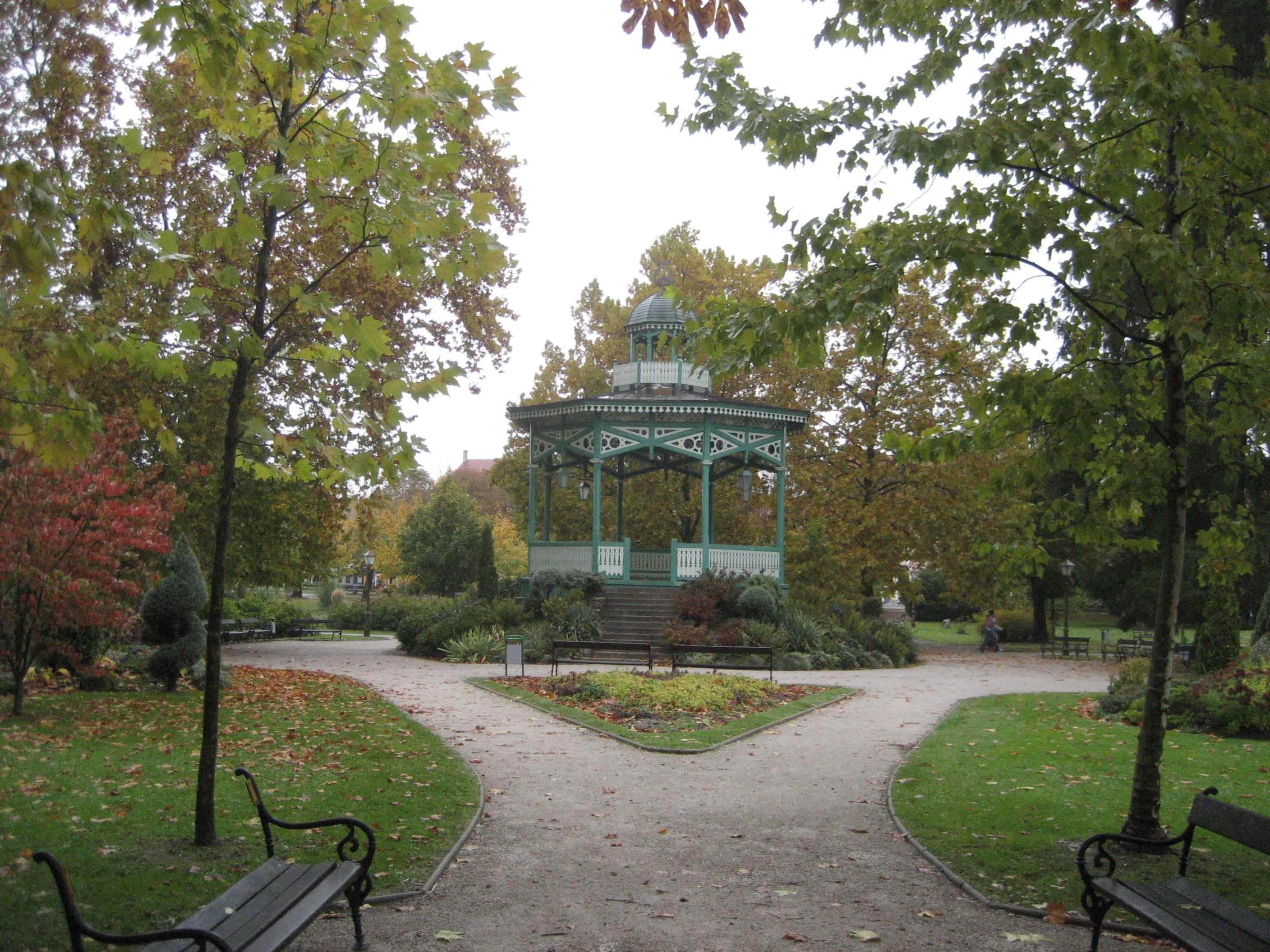
Parc Gradski Koprivnica
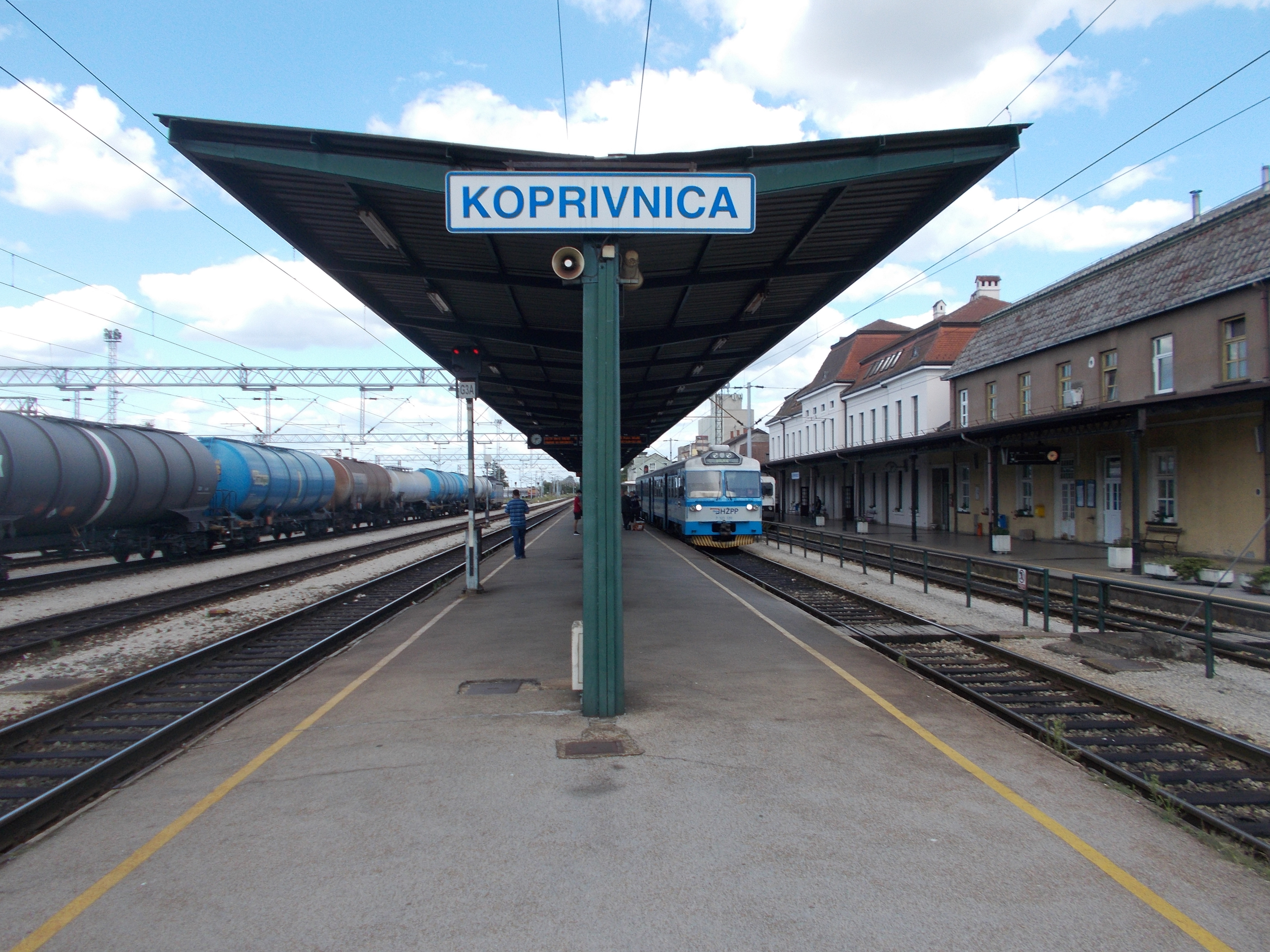
Estació de tren de Koprivnica
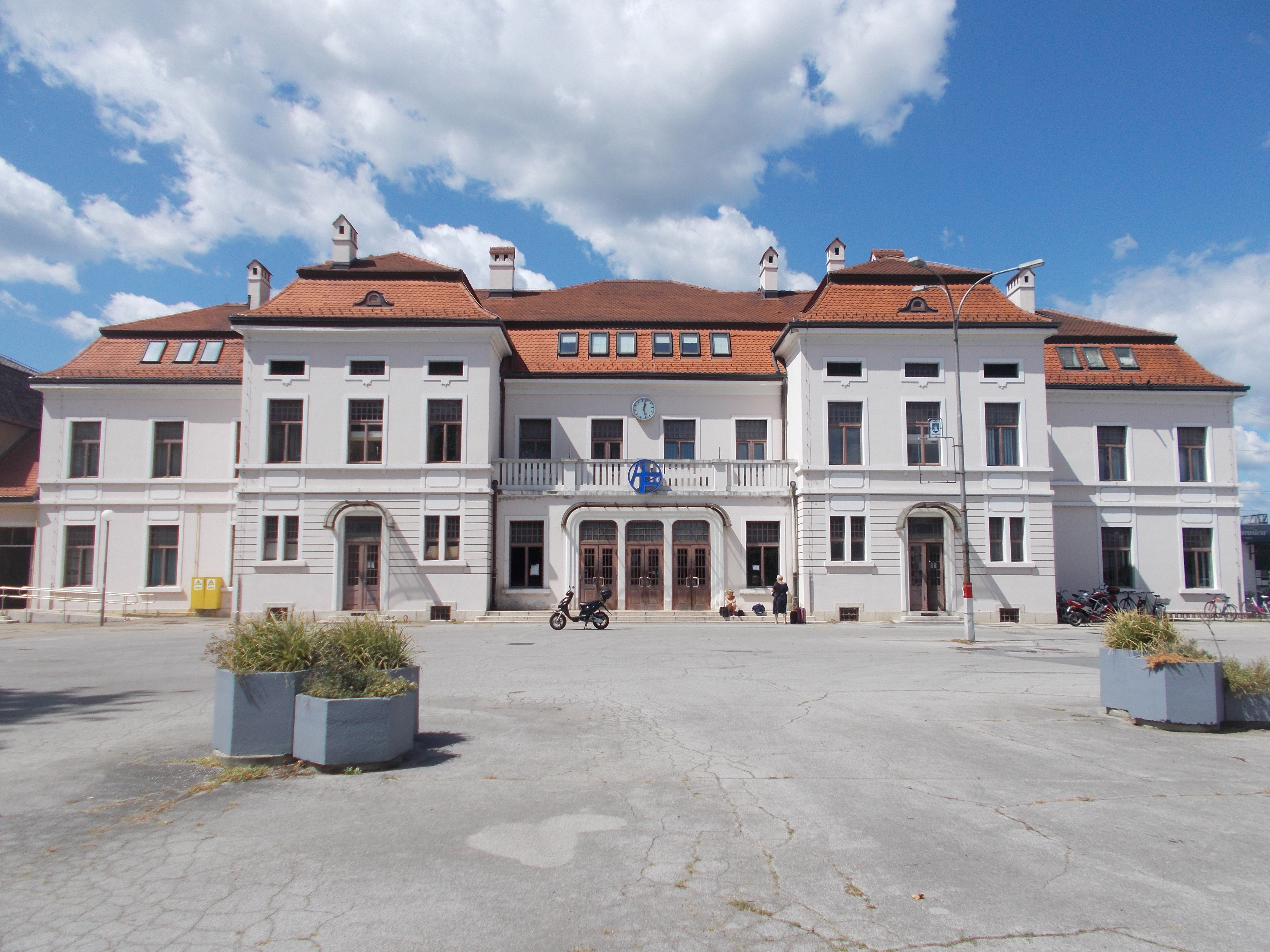
Estació de tren de Koprivnica
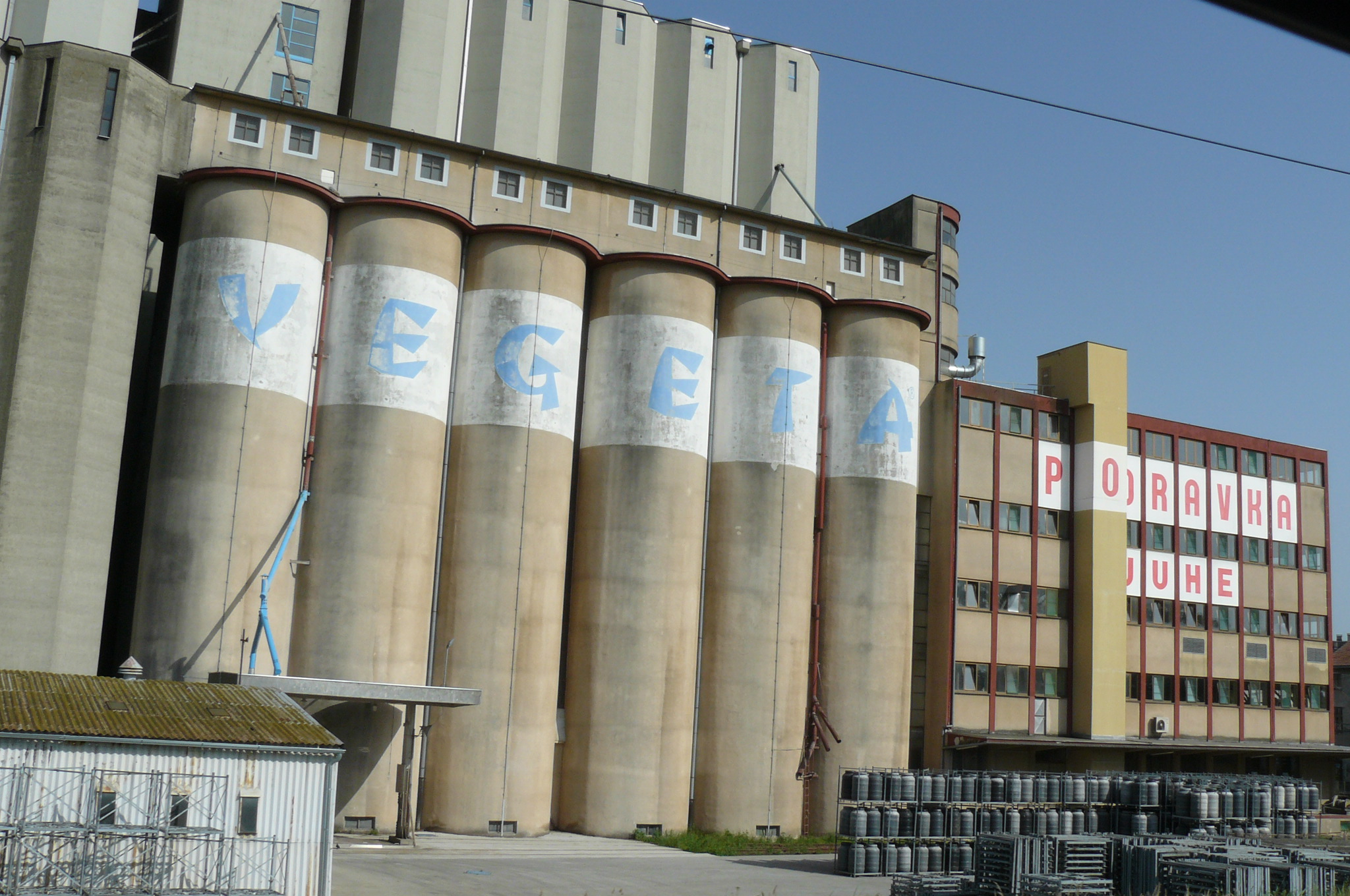
Indústria alimentària Podravka
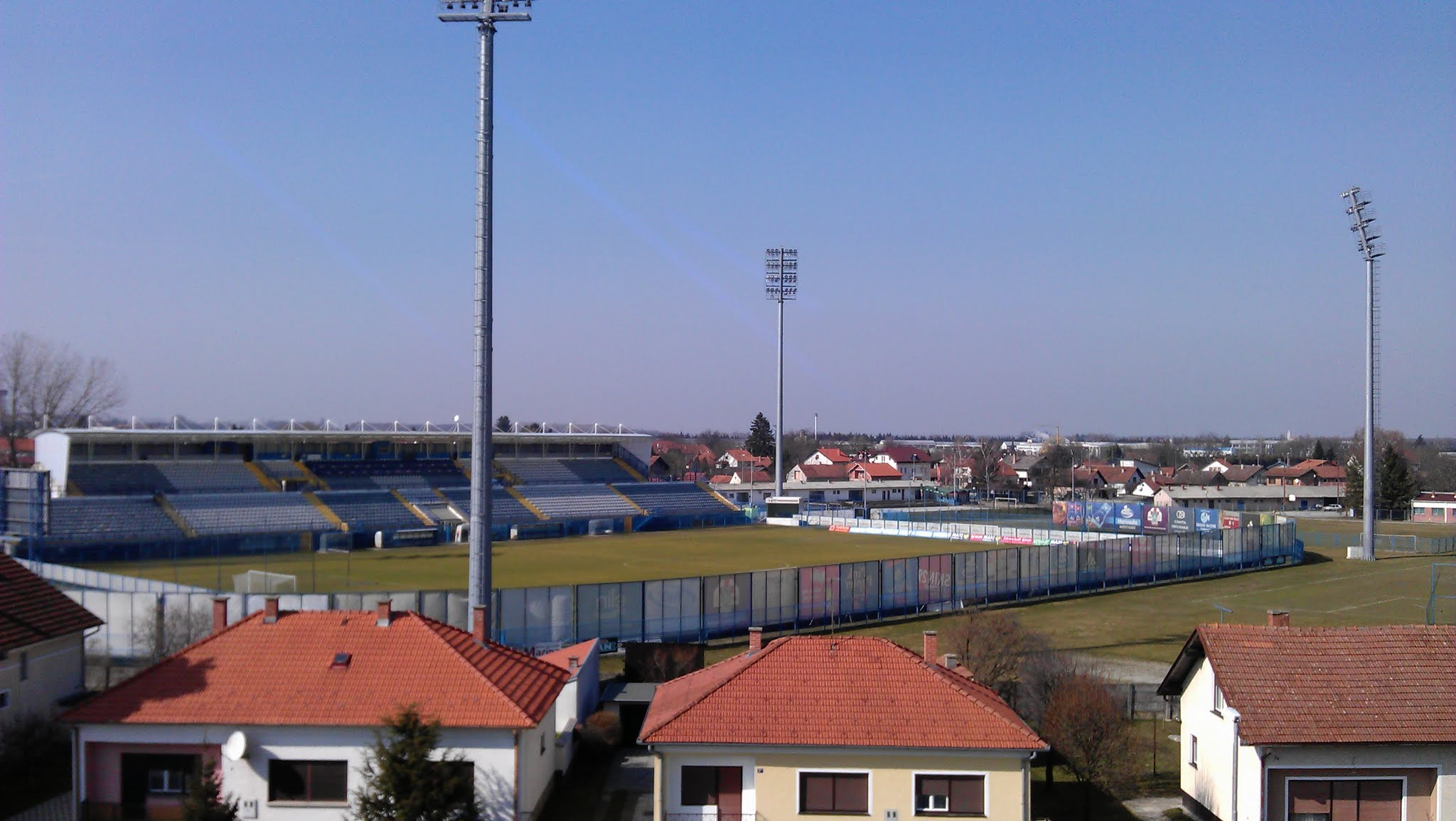
Estadi del NK Slaven Belupo